# Rubén de la Cuesta
Rubén de la Cuesta Vera (Córdoba, España, 11 de septiembre de 1981) es un futbolista español que se desempeña como centrocampista.

## Trayectoria
Cuesta debutó a los 19 años en Segunda División con el Córdoba C.F.,  donde jugó 2 años a las órdenes de Pepe Murcia, tras formarse en el inagotable vivero del Séneca, para continuar posteriormente su carrera profesional en el Écija Balompié, hasta llegar al filial del Atlético de Madrid, en 2004 y permanecer dos temporadas en el club colchonero. Posteriormente firma por el Zamora CF después de realizar una buena temporada, donde jugó como titular indiscutible en el centro del campo, su etapa más larga la vivió en el CD Guadalajara, donde jugó cinco años.
En junio de 2011 ficha por el club Lucena CF en donde disputó 31 partidos igualmente en el grupo IV de Segunda B, con quien logró jugar la fase de ascenso a Segunda A tras acabar en tercera posición en la liga regular en la que materializó un gol y jugando como titular en todos los partidos.
En junio de 2012 ficha por el club Linense equipo con el que cuesta disputó 30 partidos en los que logró hacer tres goles, para contribuir a que el conjunto del blanquinegro acabara la liga regular en sexta posición y así clasificarse para jugar la Copa del Rey 2013-14.
En junio de 2013 se hace oficial su traspaso al club Universitario de Sucre de la primera división de Bolivia en la que será su primera experiencia fuera de España.
El 25 de mayo de 2014 se consagra campeón de la Liga de Fútbol Profesional Boliviano con el club capitalino, el cual es su primer título fuera de España.
Además de llegar a octavos de final ganado dos fases previas en la Copa Sudamericana
El año 2015 tuvo una muy buena participación en la Copa Libertadores de América 2015, llevando a su equipo Universitario de sucre a octavos de final siendo solo su segunda participación del certamen además de brillar con su equipo en esa copa donde perdieron de local con tigres de México 1 a 2 y al jugar la vuelta fue uno de sus mejores partidos de la copa sometiendo todo el partido a trigres de México pero no le alcanzó para avanzar a la siguiente fase por empatar 1 a 1. 
Luego formó parte de Club Deportivo Oriente Petrolero donde no pudo mostrar su juego terminando en Club Real Potosí
Rubén de la cuesta se ha convertido en el primer español en jugar 6 Liga del Fútbol Profesional Boliviano 3 Copa Bolivia 3 Copa Sudamericana y 2 Copa Libertadores de América
Rubén de la Cuesta es el segundo español con más goles en las copas internacionales de América en total 3 detrás de Juan Miguel Callejón Bueno que tiene 5, donde tiene 1 en la Copa Libertadores de América y 2 en la Copa Sudamericana.

## Clubes
| Club                               | País    | Año         |
| ---------------------------------- | ------- | ----------- |
| Córdoba "B"                        | España  | 2000 - 2002 |
| Écija Balompié                     | España  | 2002 - 2004 |
| Atlético de Madrid "B"             | España  | 2004 - 2006 |
| Zamora CF                          | España  | 2006 - 2007 |
| CD Guadalajara                     | España  | 2007 - 2011 |
| Lucena CF                          | España  | 2011 - 2012 |
| Linense                            | España  | 2012 - 2013 |
| Universitario de Sucre             | Bolivia | 2013 - 2015 |
| Oriente Petrolero                  | Bolivia | 2015        |
| Jumilla Club de Fútbol             | España  | 2016        |
| Real Potosí                        | Bolivia | 2016 - 2017 |
| Atlético Sanluqueño Club de Fútbol | España  | 2017 - 2018 |
| Club Always Ready                  | Bolivia | 2018        |

## Palmarés

### Campeonatos nacionales
| Título             | Club                   | País    | Año  |
| ------------------ | ---------------------- | ------- | ---- |
| LFPB Clausura 2014 | Universitario de Sucre | Bolivia | 2014 |